# Sipleův ostrov
Sipleův ostrov (Siple Island) je ostrov u pobřeží Antarktidy. Nachází se ve Wrigleyho zálivu u pobřeží Země Marie Byrdové a je obklopen Getzovým ledovým šelfem. Je dlouhý 110 km a má rozlohu 6390 km².
Ostrov je pokrytý sněhem a ledem, nejvyšším vrcholem je neaktivní štítová sopka Mount Siple, která měří 3110 m. Sipleův ostrov je tak patnáctým nejvyšším ostrovem světa.
Ostrov byl pojmenován v roce 1967 podle amerického polárníka Paula Siplea.